# Ravne (gmina Šoštanj)
Ravne – wieś w Słowenii, w gminie Šoštanj. W 2018 roku liczyła 1098 mieszkańców.